# Stugl
Stugl ⓘ (rätoromanisch, dt. Stulsⓘ) ist eine Ortschaft und bis 1919 selbstständige Gemeinde in der Gemeinde Bergün Filisur beziehungsweise der vormaligen Gemeinde Bergün/Bravuogn im Schweizer Kanton Graubünden. Das kleine Dorf liegt auf 1551 m ü. M. an einer schmalen Terrasse hoch über dem Tal der Albula zwischen Filisur und Bergün/Bravuogn.

## Geschichte

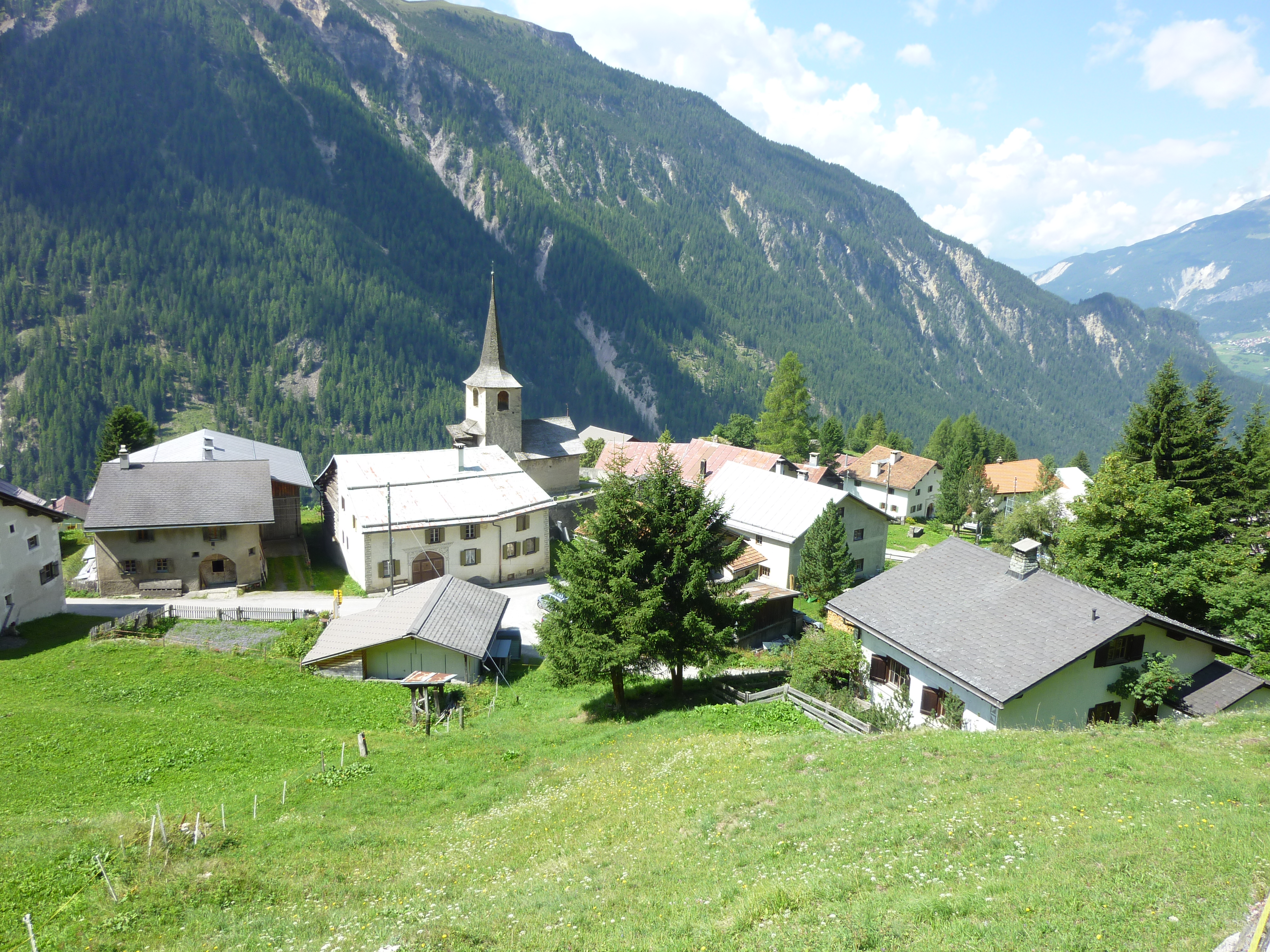
Stugl

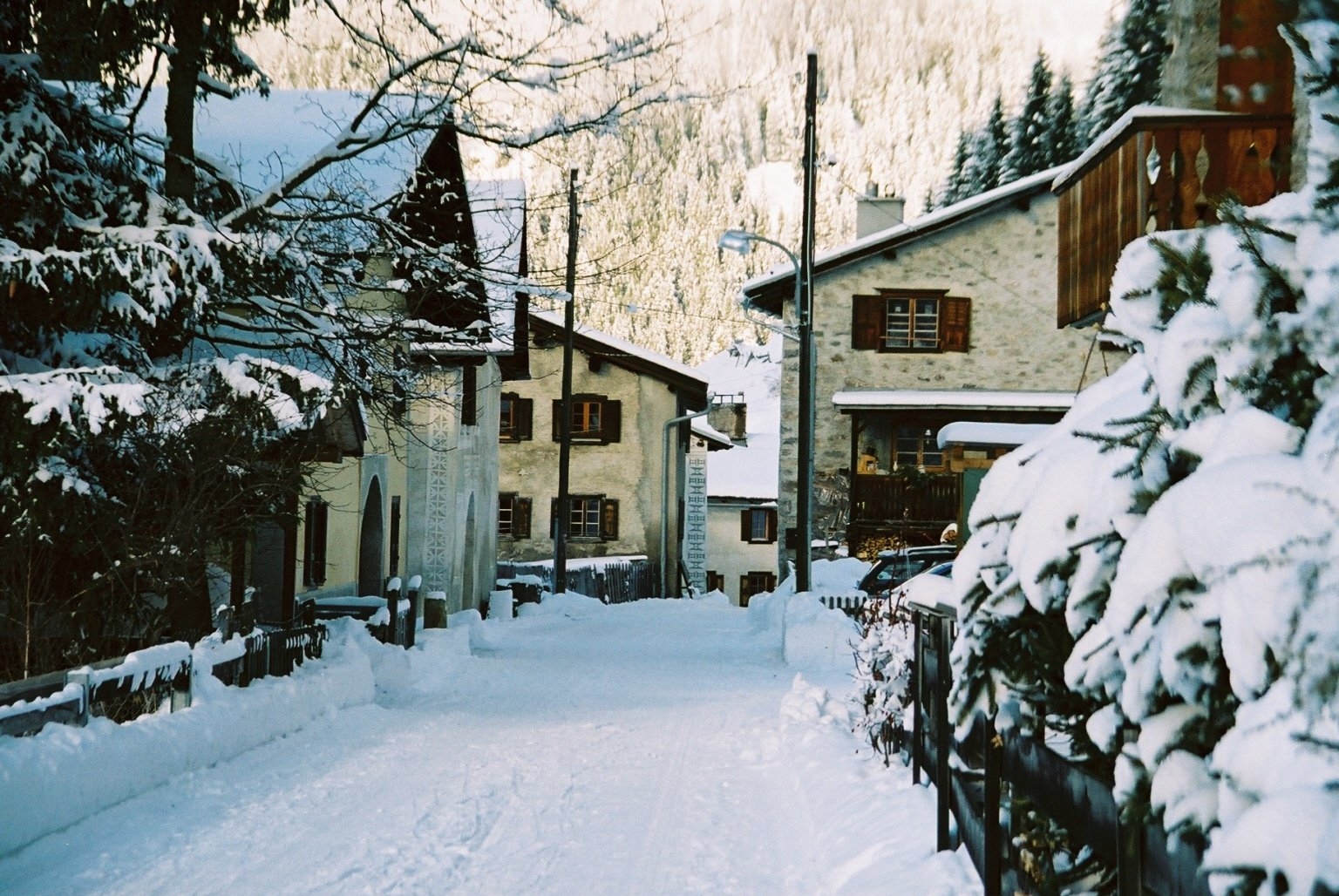
Dorfeingang

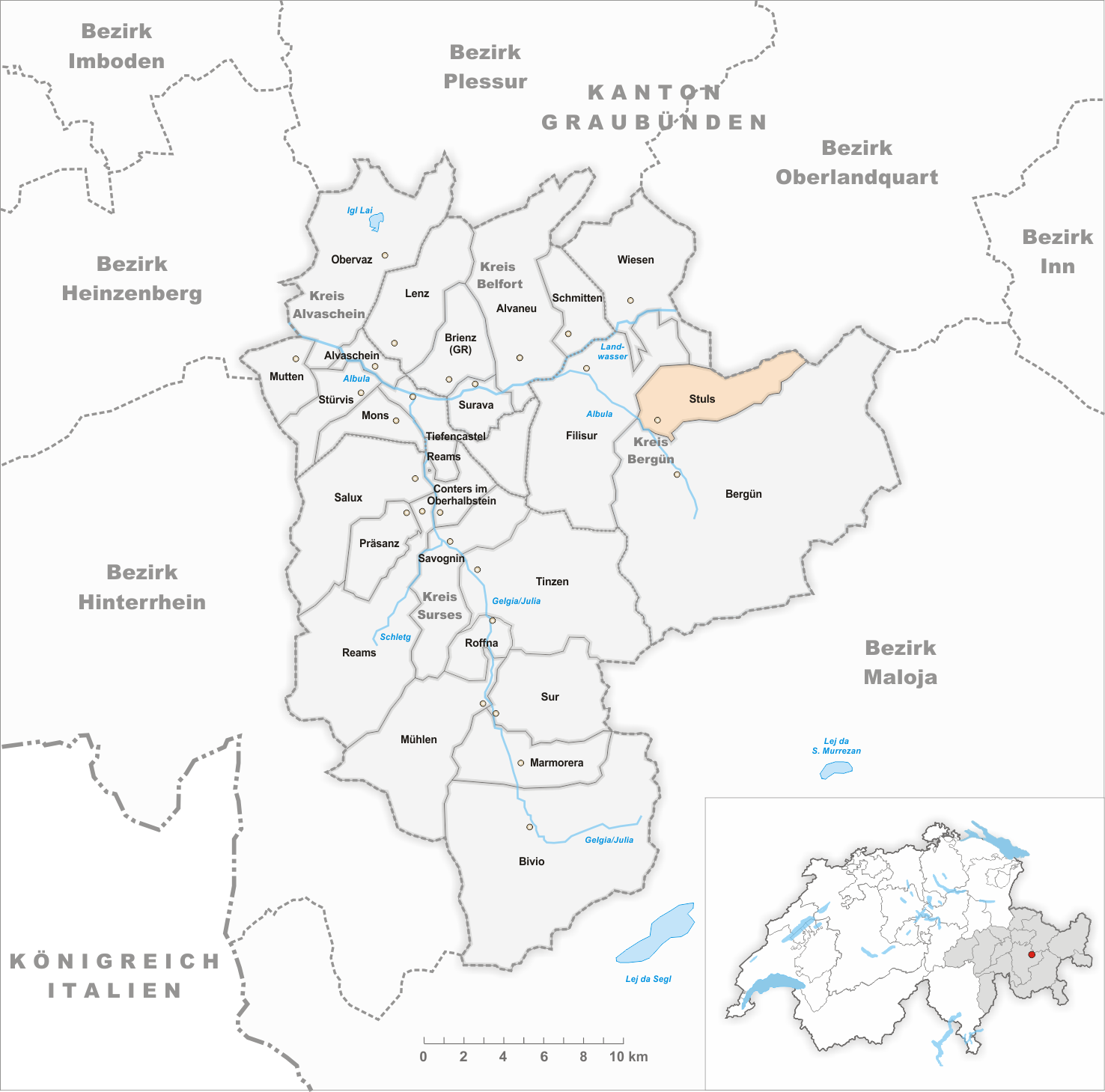
Gemeindestand vor der Fusion am 1. Januar 1920

Erst im Hochmittelalter wurde der Ort von Rätoromanen besiedelt. Um 1270 besass das Churer Domkapitel hier Güter. 
Auf einer kleinen, felsigen Anhöhe steht die romanische Kirche St. Johannes, die 1523 erstmals erwähnt wurde. Die Kirche ist umgeben von einem ummauerten Friedhof. Im Inneren finden sich gut erhaltene Fresken eines unbekannten, von Giotto beeinflussten italienischen Meisters. 
1590 wurde hier die Reformation durchgesetzt, und 1620 erfolgte die Loslösung von der Bergüner Mutterkirche. 1689 sagte sich Stugl politisch von Latsch los und bestellte bis 1851 sein eigenes Zivilgericht. Früher war es ausschliesslich ein Bauerndorf, heute sind nur noch wenige Personen in der Landwirtschaft tätig.

## Einwohnerentwicklung
- 1579: 68 Einwohner
- 1808: 44 Einwohner
- 1850: 44 Einwohner
- 1900: 42 Einwohner
- 1910: 69 Einwohner

Heute ist die Einwohnerzahl rückläufig.

## Ortsbild
Die Häuser entlang der Dorfstrasse weisen starke Engadiner Stileinflüsse auf und sind zum Teil mit original erhaltenen und datierten Sgraffito-Dekorationen versehen.

## Verkehr

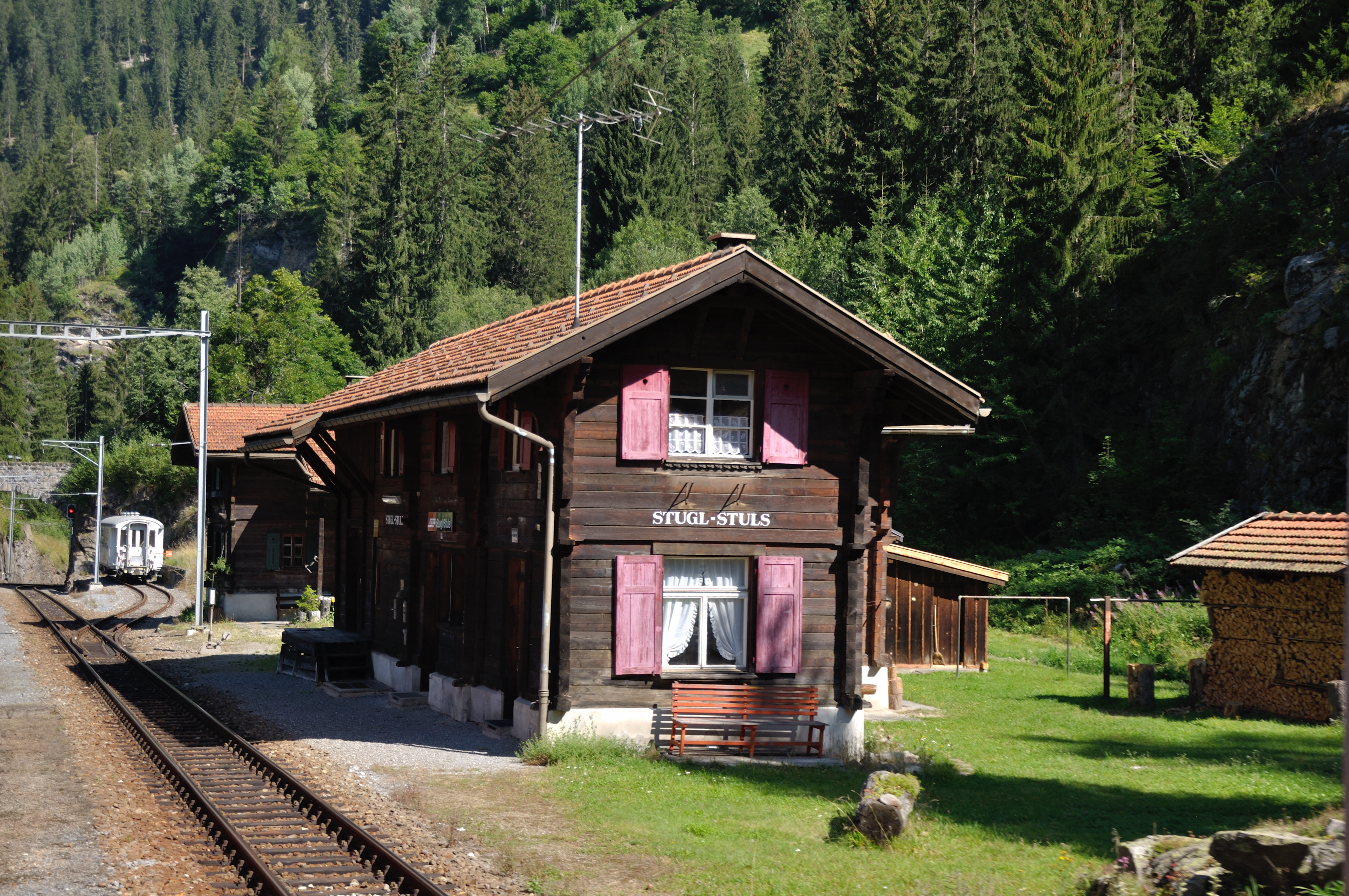
Ehemaliger Bahnhof, 2012

Die Station Stugl-Stuls wurde 1903 mit der Eröffnung der Albulabahn in Betrieb genommen. Sie liegt 275 Meter tiefer als das Dorf an der Albulastrecke zwischen Filisur und Bergün. Der Bahnhof war bis 1974 in Betrieb. Heute ist die ehemalige Station nur noch zu Fuss erreichbar. Das Gebäude steht unter Denkmalschutz. Es ist als Modell für Eisenbahnanlagen erhältlich. Das Dorf ist von Bergün aus mit einem Rufbus erreichbar.